# Darling (film fra 2017)
 For alternative betydninger, se Darling. (Se også artikler, som begynder med Darling)
Darling   er en dansk film fra 2017, filmen er instrueret af Birgitte Stærmose og med Danica Curcic, Gustaf Skarsgård, Ulrich Thomsen og Solbjørg Højfeldt i hovedrollerne.

## Medvirkende
- Danica Curcic som Darling
- Gustaf Skarsgård som Frans
- Ulrich Thomsen som Kristian
- Solbjørg Højfeldt som Mor
- Astrid Grarup Elbo som Polly